# Храм Архангела Михаила (Самара)
Храм Арха́нгела Михаи́ла ― православный храм Самарской епархии Московского патриархата. Построен в 1915 году. Объект культурного наследия России регионального значения.

## История
Существует историческое предание о возникновении в Самаре храма Архангела Михаила. В 1902 году в город приезжал Иоанн Кронштадтский и освящал место под церковь: «будет на этом месте храм благодатный» ― так сказал он.
Первоначально жители посёлка Новый Оренбург (ныне посёлок Шмидта) были вынуждены ходить по бездорожью много вёрст в ближайшую городскую церковь ― Петропавловскую, что было для них очень неудобно. Затем в складчину они построили молельный дом, но он не вмещал всех желающих. И только в 1908 году самарский купец В. М. Сурошников приобрёл участок земли возле главной площади посёлка для строительства нового молельного дома. 15 января 1909 года деревянный, на каменном фундаменте, молельный дом, вместимостью до 500 человек, был освящён во имя Архангела Михаила; однако и эта небольшая деревянная церковь не вмещала всех желающих посетить её. В большие церковные праздники было очень тесно и душно. Поэтому у местных жителей возникло желание воздвигнуть обширный каменный храм вместо существующей маловместительной деревянной церкви. Церковный староста обратился за помощью к Василию Фёдоровичу Пустошкину (меценату и известному строителю храмов), и он пожертвовал на постройку храма тридцать тысяч рублей. Для внутреннего убранства храма Екатерина Ивановна Иванова пожертвовала сорок тысяч рублей.
13―15 ноября 1915 года происходили торжества освящения храма, что привлекло в Самару множество народа. 13 ноября храм был освящён во имя Рождества Пресвятой Богородицы. Освящение произвёл Экзарх Грузии архиепископ Питирим, прибывший накануне в Самару, в сослужении с Михаилом, епископом Самарским и Ставропольским. 14 и 15 ноября архиерейскими служениями были торжественно освящены предельные алтари храма: левый — во имя святого Василия Исповедника, правый — во имя Архистратига Божия Михаила. Это была последняя церковь, построенная в Самаре и её окрестностях до революции.
17 сентября 1929 года по решению Президиума Самарского Горсовета церковь Рождества Пресвятой Богородицы была закрыта и передана для использования под школу. С 1929 по 1991 год здание церкви Михаила Архангела переходило из рук в руки разным организациям. В 1930 году здание передали под клуб железнодорожников. Во время Великой Отечественной войны в нём располагался эвакуационный госпиталь, в 1947 году — эпидемиологическая больница. В последующие годы в бывшем храме располагались спортивный зал, а во времена перестройки — кооператив «Эврика» по изготовлению памятников.
7 марта 1991 года было принято решение о передаче в безвозмездное пользование здание бывшей церкви религиозному обществу Русской православной церкви. Первая служба после открытия состоялась на Рождество Христово: 6―7 января 1992 года. 19 сентября 1992 года храм был вновь освящён архиепископом Самарским и Сызранским Евсевием в честь Архистратига Михаила.
С 1993 года по настоящее время идёт реконструкция храма. В 2007 году были установлены последние купола. Затем было обновлено внутреннее убранство храма. В 2013 году был повешен колокол весом 9 тонн. Благотворительную помощь оказывают Куйбышевская железная дорога и прихожане храма.

## Галерея

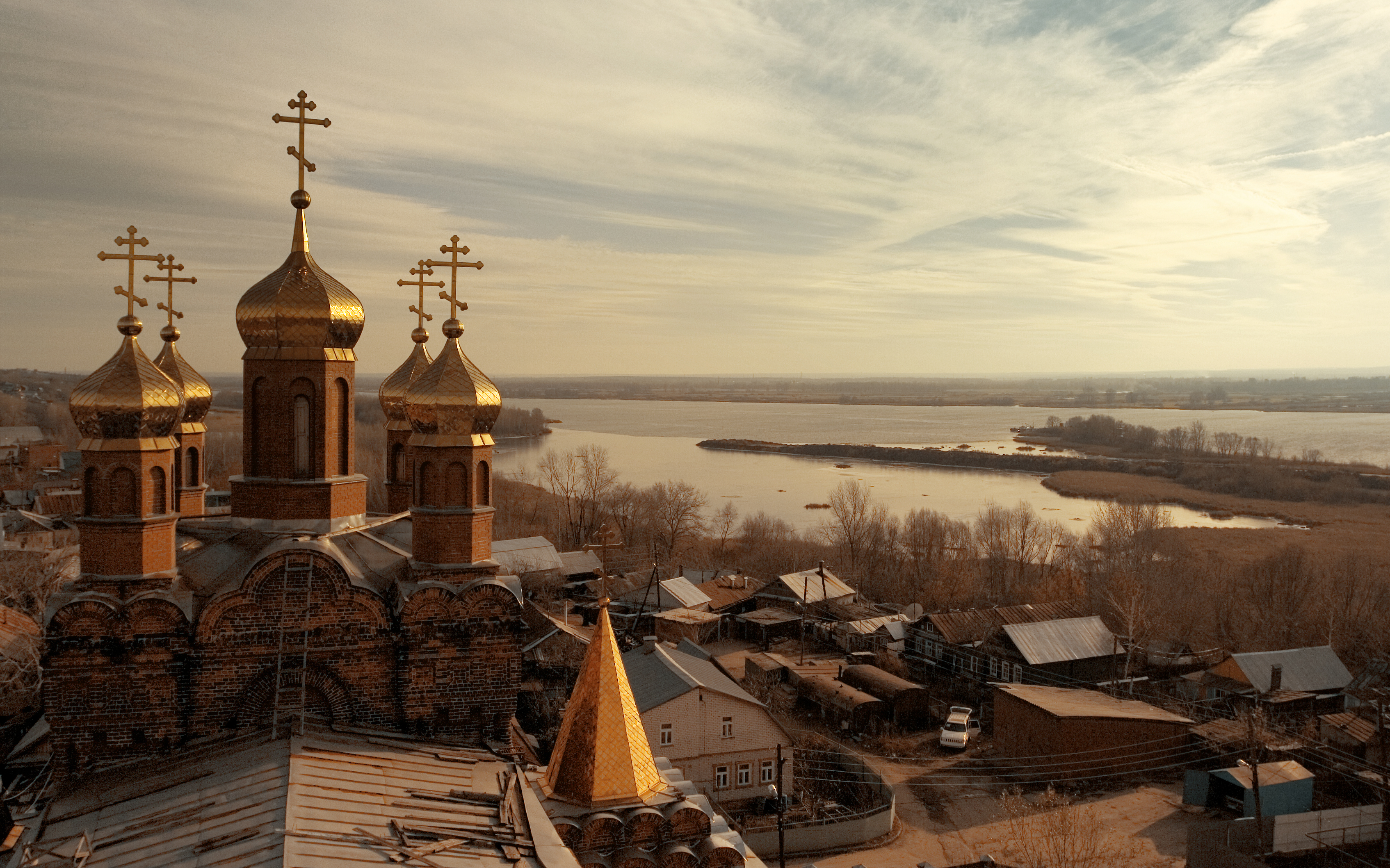
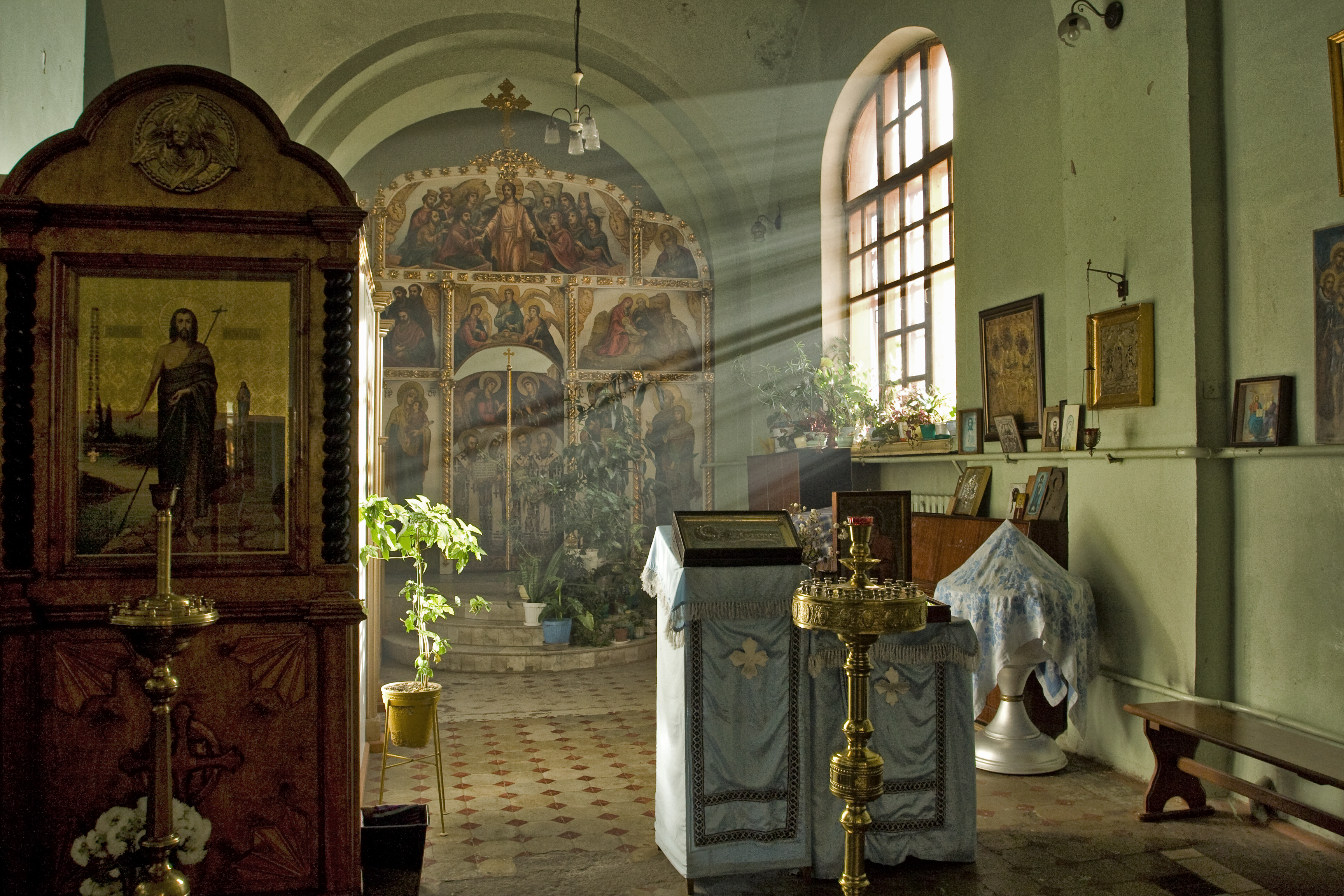
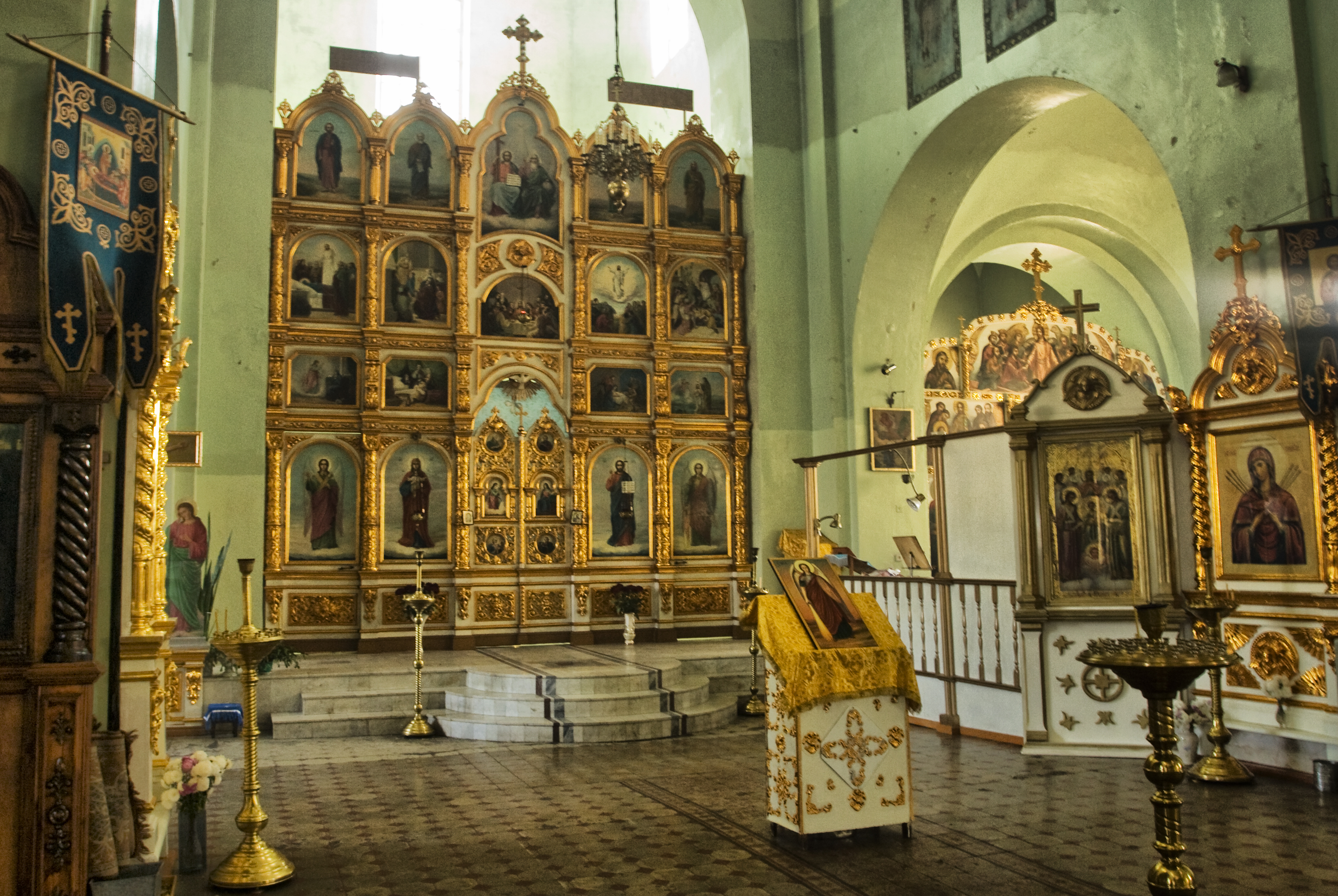
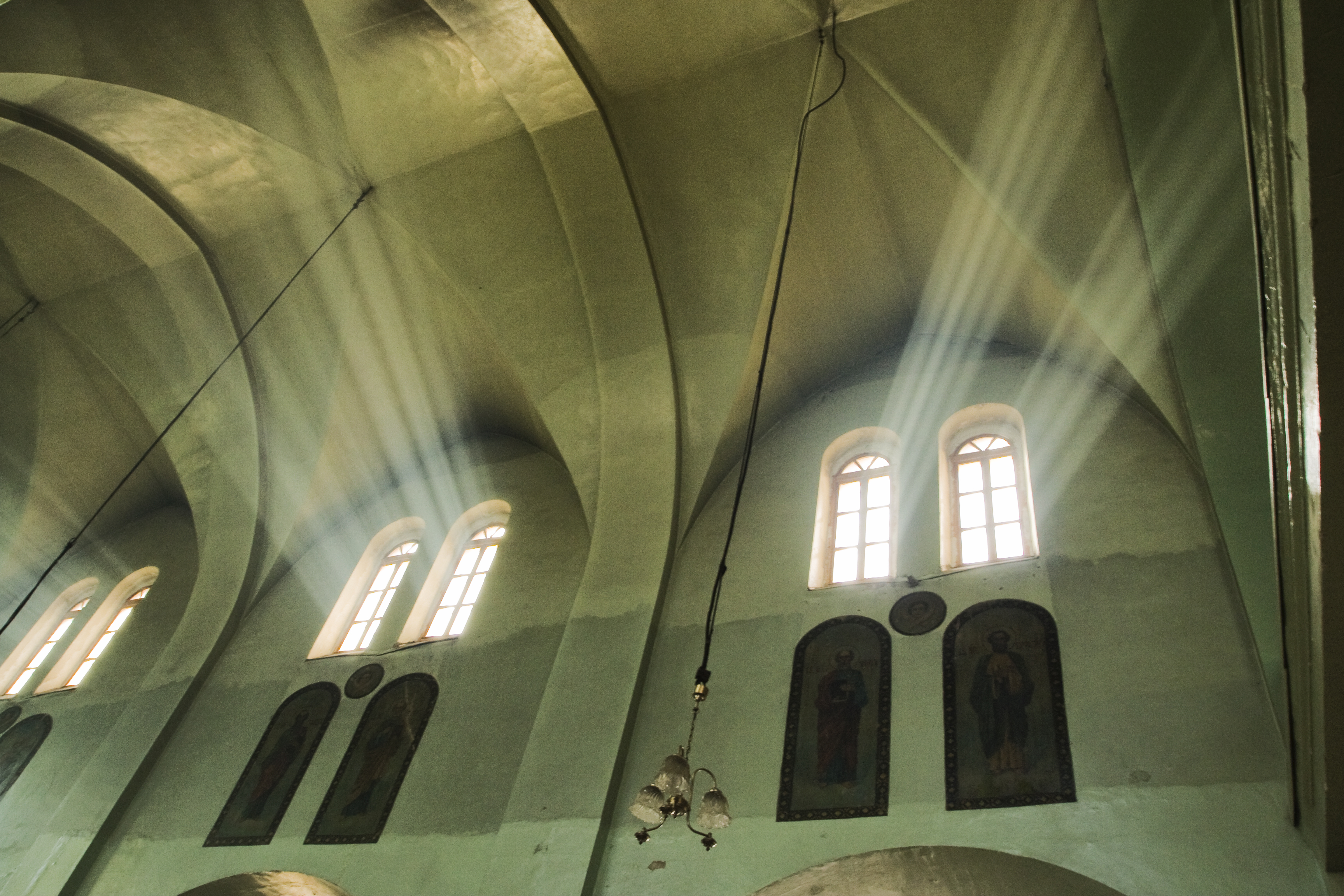